# چرخند حاره‌ای منطقه استرالیا
چرخند حارّه‌ای منطقه استرالیا (انگلیسی: Australian region tropical cyclone)، یک مرکز کم‌فشار غیرجبهه‌ای است که در محیطی با دمای سطح دریای گرم و چینش باد عمودی رو به بالای اندک در اقیانوس هند جنوبی یا اقیانوس آرام جنوبی توسعه یافته است. در نیم‌کره جنوبی رسماً سه منطقه وجود دارد که چرخندهای حارّه‌ای به‌طور منظم در آنها رشد می‌کنند: جنوب غربی اقیانوس هند بین آفریقا و نصف‌النهار ۹۰ درجه شرقی، منطقه استرالیا بین ۹۰ درجه شرقی تا ۱۶۰ درجه شرقی و حوضه اقیانوس آرام جنوبی بین ۱۶۰ درجه شرقی تا ۱۲۰ درجه غربی.
منطقه استرالیا بین ۹۰ درجه شرقی تا ۱۶۰ درجه شرقی به‌طور رسمی توسط اداره هواشناسی استرالیا، آژانس هواشناسی، اقلیم‌شناسی و ژئوفیزیک اندونزی و سرویس هواشناسی ملی پاپوآ گینه نو، پایش و نظارت می‌شود، در حالی که سازمان‌های دیگری مانند سرویس هواشناسی فیجی و اداره ملی اقیانوسی و جوی ایالات متحده نیز این حوضه اقیانوسی را پایش می‌کنند. هر سال چرخند حارّه‌ای در این حوضه از اول ژوئیه شروع شده و در طول سال ادامه دارد و فصل چرخند حارّه‌ای را در بر می‌گیرد که هر فصل از ۱ نوامبر آغاز شده و تا ۳۰ آوریل ادامه دارد. در داخل حوضه، بیشتر چرخندهای حارّه‌ای منشأ خود را در منطقه همگرایی اقیانوس آرام جنوبی یا در ناوه موسمی استرالیای شمالی دارند که هر دو منطقه گسترده‌ای از ابر را تشکیل می‌دهند و از ویژگی‌های غالب فصل هستند. در این منطقه یک آشفتگی حاره‌ای زمانی که سرعت باد پایدار ۱۰ دقیقه ای حداقل ۶۵ کیلومتر در ساعت (۴۰ مایل در ساعت) باشد که تا نیمه دور مرکز گردش سطح پایین بپیچد، به عنوان یک چرخند حارّه‌ای طبقه‌بندی می‌شود؛ در حالی که یک چرخند حارّه‌ای شدید زمانی طبقه‌بندی می‌شود که حداکثر سرعت باد پایدار ۱۰ دقیقه ای بیشتر از ۱۲۰ کیلومتر در ساعت (۷۵ مایل در ساعت) باشد.